# Tandjilé Est
Tandjilé Est er et af de to departementer, som udgør regionen Tandjilé i Tchad.
9°23′N 16°18′Ø / 9.39°N 16.3°Ø